# Isistius labialis
Isistius labialis (лат.) — вид акул из рода светящихся акул семейства далатиевых (Dalatiidae). Это небольшая глубоководная акула, известная всего по одному экземпляру длиной 44 см, который был назначен голотипом вида. Он был обнаружен в западной части Тихого океана, в Южно-Китайском море к востоку от острова Хайнань и к югу от Гонконга (от 18°40' до 19°32' с. ш. и от 112°31' до 113°57' в. ш.) на глубине около 520 м.
Видовой эпитет происходит от слова лат. labium — «губа».
Данных для оценки Международным союзом охраны природы статуса сохранности вида недостаточно.